# 高橋稲荷神社
高橋稲荷神社（たかはしいいなりじんじゃ）は、熊本県熊本市西区にある神社である。登記上の宗教法人名称は高の異体字である髙（はしごだか）を使用した髙橋稲荷神社。
日本稲荷五社や、阿蘇神社、出水神社とともに熊本県三大神社の一つと称している。また、日本四大稲荷や九州三稲荷の一つに挙げられることもある。
2月初午の初午大祭には、多くの人が参詣する。

## 祭神
宇迦之御魂神を祀る。

## 歴史

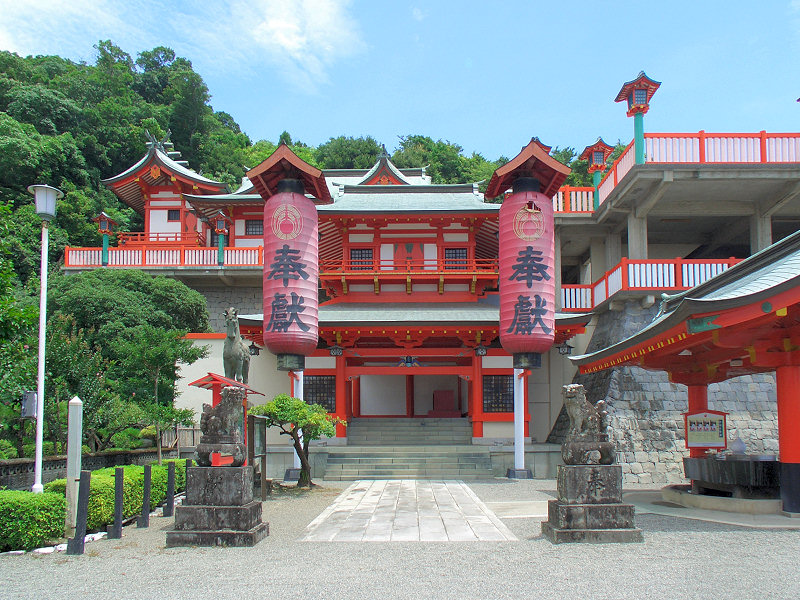
神門

明応5年（1496年）、隈本城の初代城主鹿子木親員が支城として稲荷山山頂に上代城を築いた際、城内鎮守のため京都の伏見稲荷神社から稲荷大明神を勧請したのに始まる。天文10年（1541年）上代城落城の際に稲荷神社も焼失した。
江戸時代に入り、熊本藩主細川氏の菩提寺である海蔵寺の首座義本氏が夢で稲荷神社再興の啓示を受け、寛文元年（1661年）、現在地である稲荷山中腹に社殿を再建し遷座した。以降、熊本藩主細川氏の崇敬を受けた。
明治維新の際に高橋稲荷神社に改称した。戦後は神社本庁に参加し、昭和41年（1966年）7月1日にその別表神社とされた。

## ギャラリー

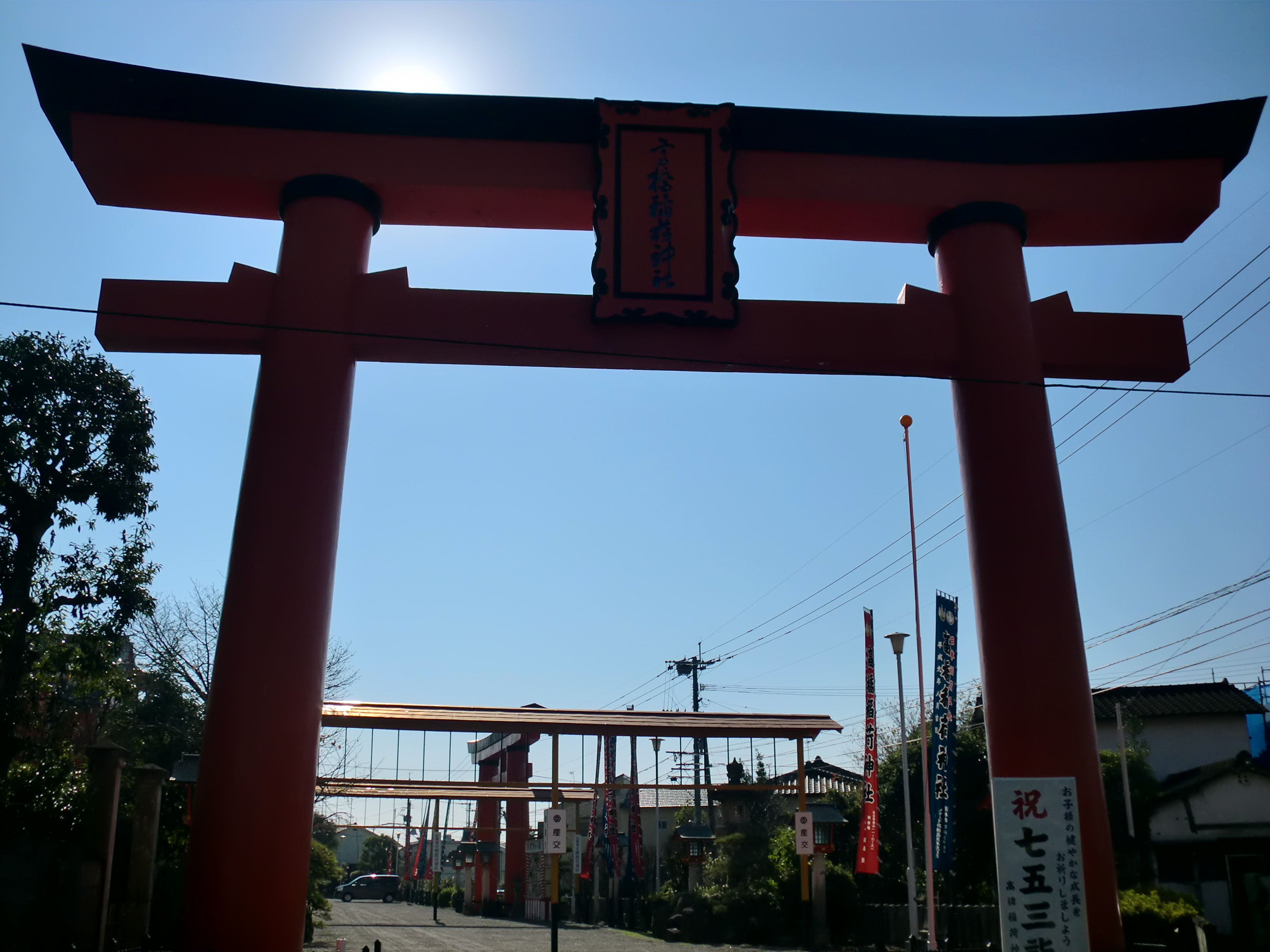
大鳥居
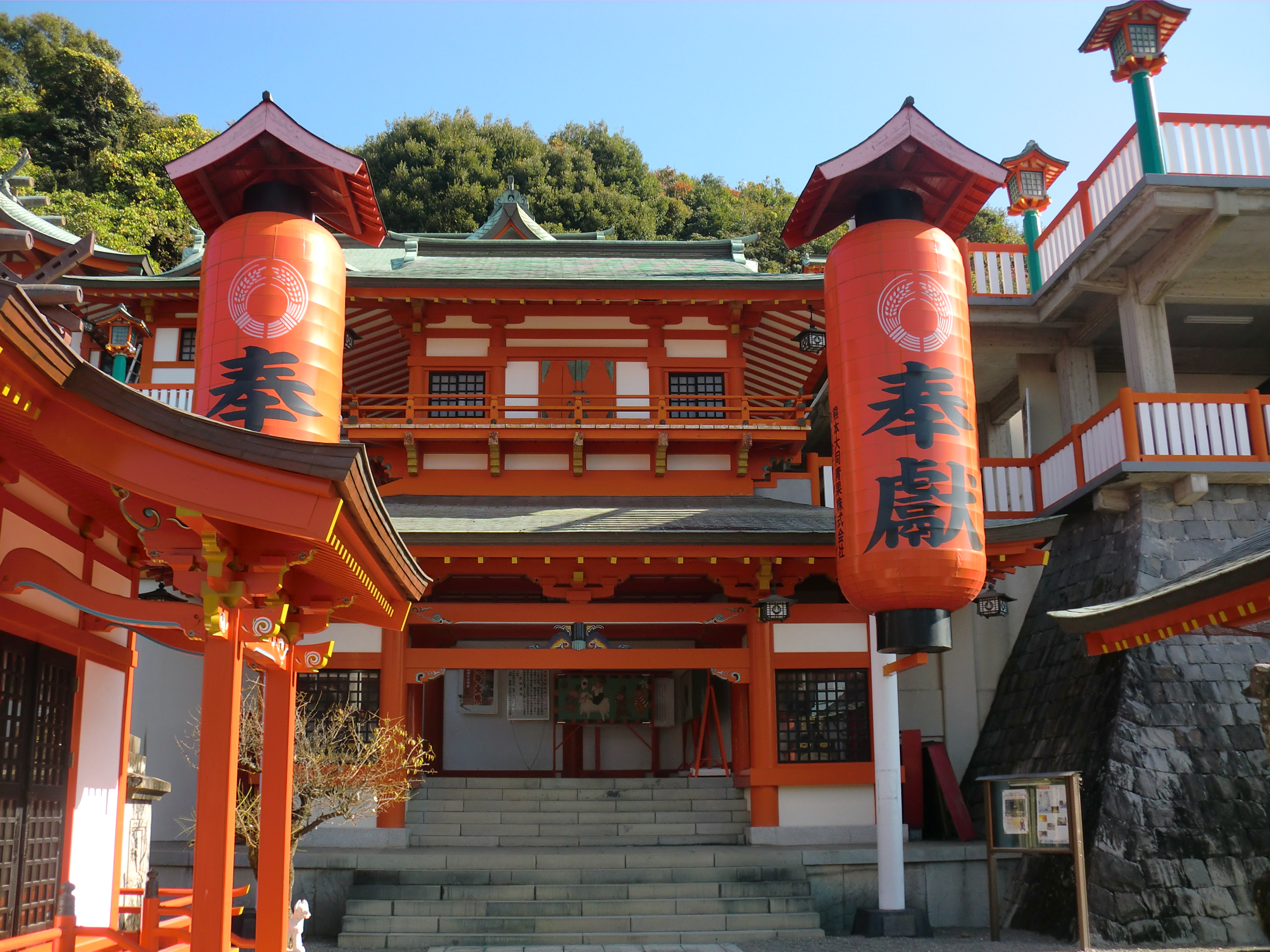
神門
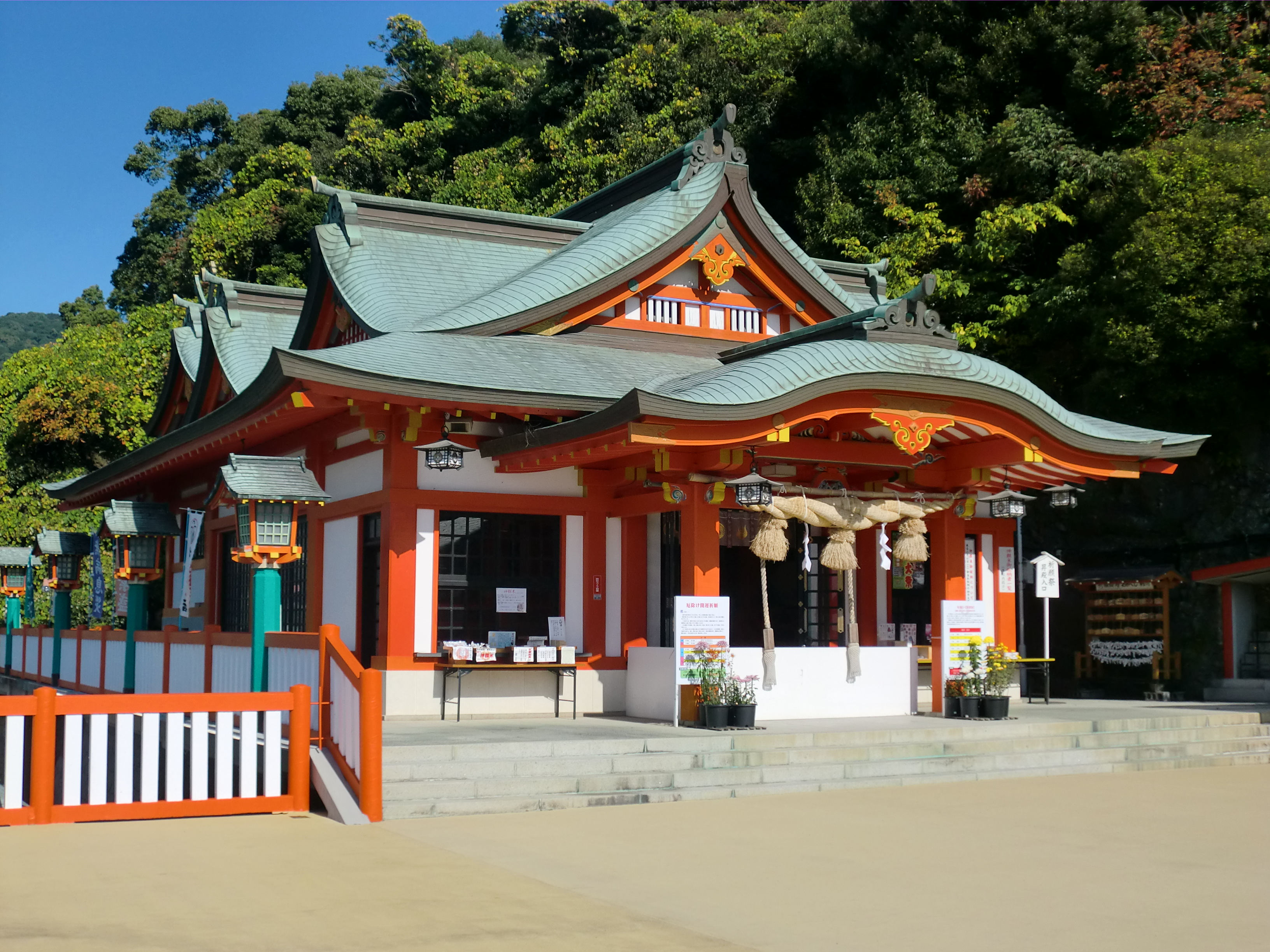
拝殿
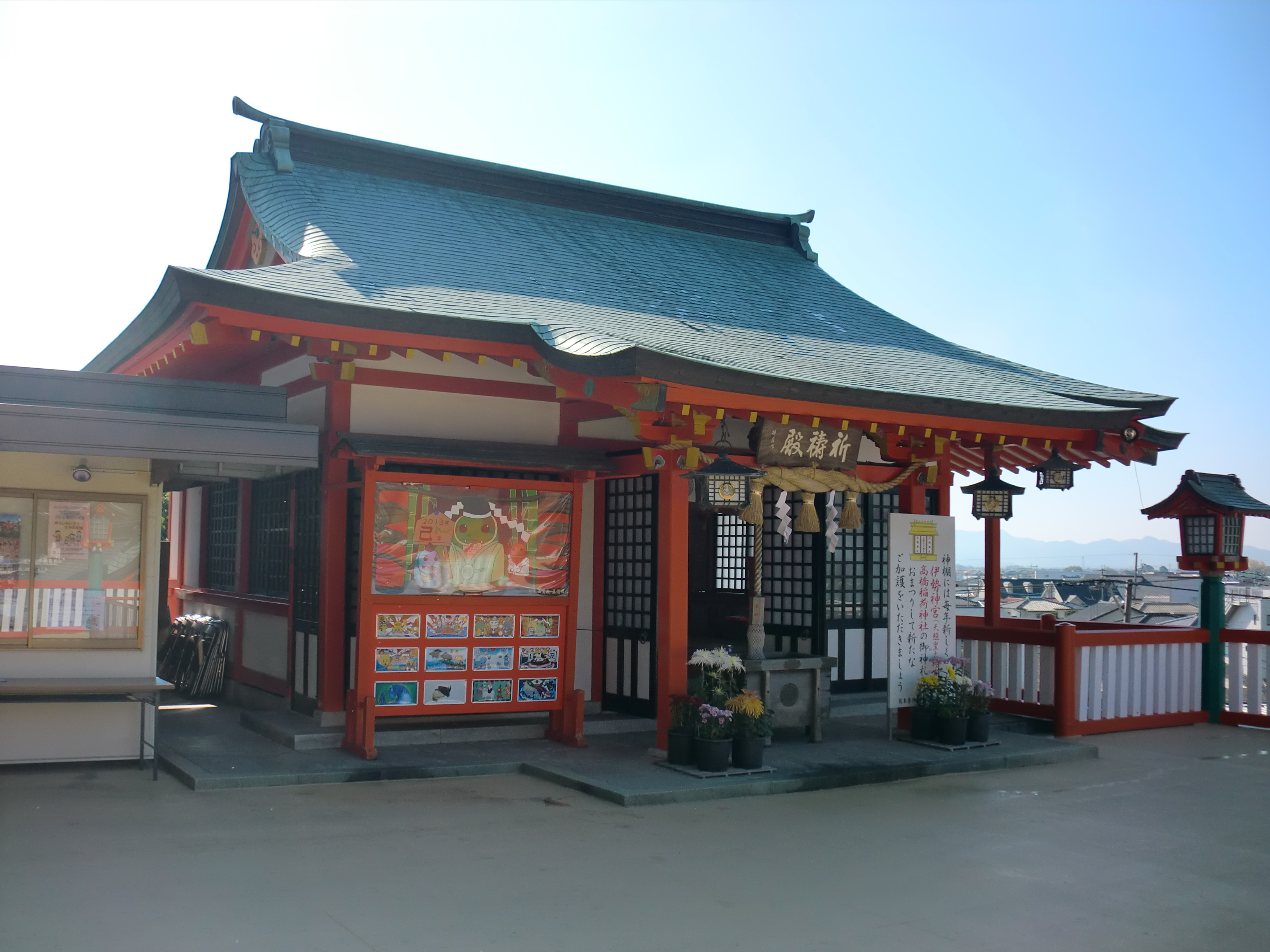
祈祷殿
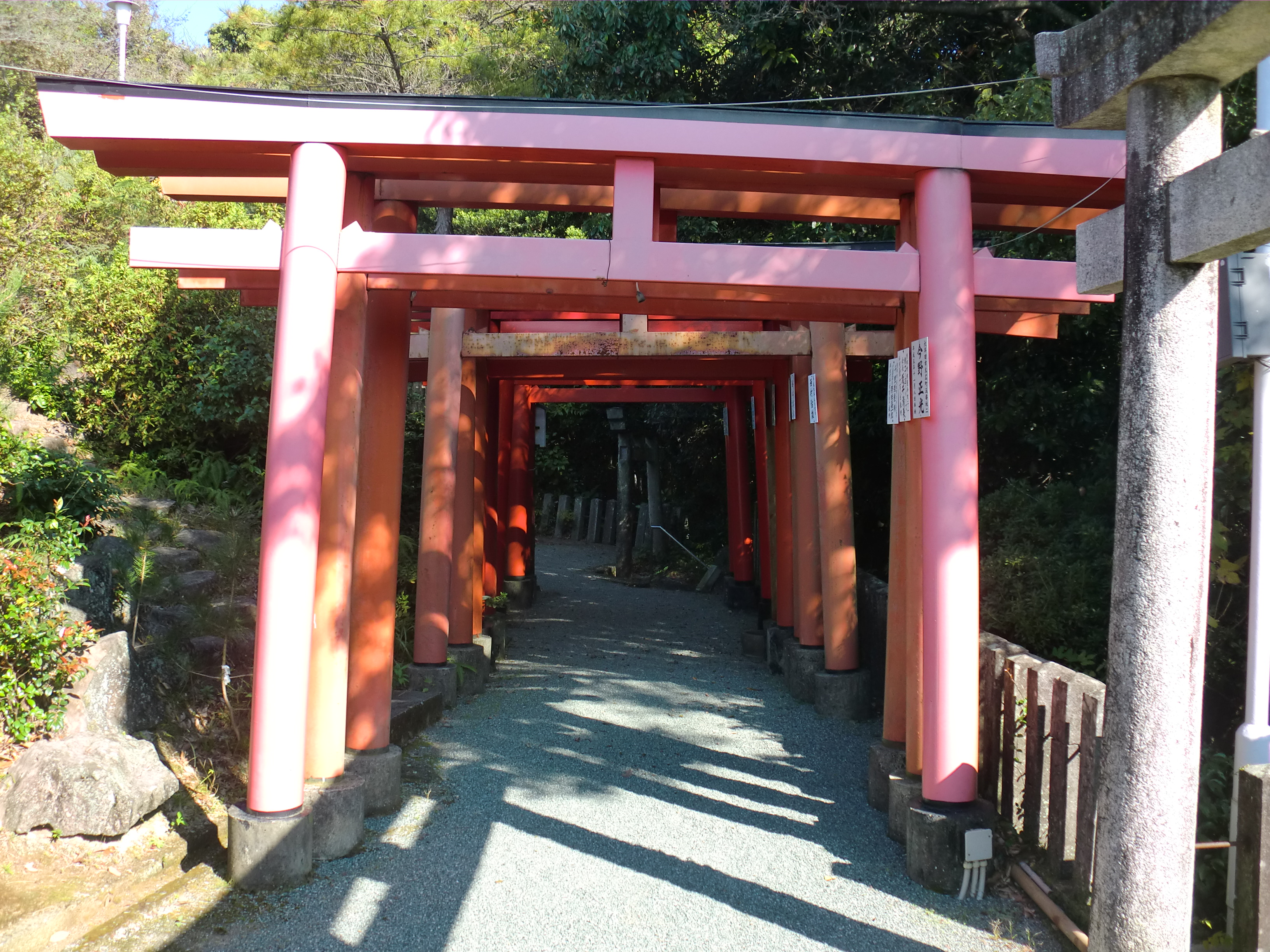
奥宮へ続く鳥居

## 関連図書
- 白井永二・土岐昌訓編集『神社辞典』東京堂出版、1979年、209頁上段
- 鈴木喬『熊本の神社と寺院』熊本日日新聞社、1980年、34-35頁
- 高木盛義『くまもと史跡散歩』熊本新評社、1982年、180-182頁
- 角川日本地名大辞典編纂委員会編『角川日本地名大辞典43 熊本県』角川書店、1987年、677頁